# Scriptvre
Scriptvre è un singolo del gruppo musicale britannico Kasabian, estratto dal loro settimo album in studio The Alchemist's Euphoria, pubblicato il 6 maggio 2022.

## Descrizione
Parlando del significato del brano, il frontman Sergio Pizzorno ha detto:

## Video musicale
Il video ufficiale del brano, pubblicato il 6 maggio 2022, è stato diretto da Rawtape.

## Tracce
Testi e musiche di Sergio Pizzorno.
1. Scriptvre – 3:49

## Classifiche
| Classifica (2022)       | Posizione massima |
| ----------------------- | ----------------- |
| Regno Unito (downloads) | 96                |